# Temporada da Indy Lights de 1992
A temporada da Indy Lights de 1992 foi a sétima da história. O campeonato foi gerido pela CART, e em sua pirâmide de importância ocupava a terceira fileira, atrás da IndyCar e da Atlantic Championship Series.
A competição novamente contou com doze etapas, e percorreu os Estados Unidos e o Canadá. O campeão foi o americano Robbie Buhl da Leading, que venceu apenas uma corrida no ano, tornando-se assim o campeão com menor número de vitórias da Lights.
O vice-campeão foi o francês Franck Fréon, que venceu três corridas na temporada, mas a irregularidade durante a temporada, o fez ficar vinte e sete pontos atrás de Buhl.
Esse foi o segundo título consecutivo da equipe Leanding, que empatou com a Landford como as maiores vencedoras da competição.
O campeonato voltar a contar com a presença de um brasileiro, fato que não acontecia desde a temporada de 1987. Trata-se do experiente Marco Greco, que já avia participado no Mundial de MotoGP e vinha da Fórmula 3000 Internacional. Greco terminou o campeonato na oitava colocação com 74 pontos, e com um pódio conquistado..

## Equipes e pilotos
Este gráfico reflete apenas as combinações confirmadas e citadas de piloto, motor e equipe.
| Equipe                  | Chassis           | Motor | Pneus | No.  | Piloto(s)              | Etapa(s) |
| ----------------------- | ----------------- | ----- | ----- | ---- | ---------------------- | -------- |
| Landford Racing         | March Engineering | Buick | G     | 3    | Robbie Buhl            | Todas    |
| Landford Racing         | March Engineering | Buick | G     | 4    | Marco Greco            |          |
| Super Nova Racing       | March Engineering | Buick | G     | 33   | Bruce Feldman          |          |
| Super Nova Racing       | March Engineering | Buick | G     | 6    | Bob Reid               |          |
| Leading Edge Motorsport | March Engineering | Buick | G     | 23   | Franck Fréon           | Todas    |
| Leading Edge Motorsport | March Engineering | Buick | G     | 59   | Bryan Herta            | Todas    |
| Pacific Racing          | March Engineering | Buick | G     | 9    | Scott Wood             |          |
| Pacific Racing          | March Engineering | Buick | G     | 10   | Philippe Favre         |          |
| Groff Motorsports       | March Engineering | Buick | G     | 11   | Robbie Groff           |          |
| Groff Motorsports       | March Engineering | Buick | G     | 12   | Kat Teasdale           |          |
| Evergreen Racing        | March Engineering | Buick | G     | 19   | Mark Smith             | Todas    |
| Evergreen Racing        | March Engineering | Buick | G     | 14   | Hervé Regout           |          |
| Indy Regency Racing     | March Engineering | Buick | G     | 20   | Dave Kudrave           |          |
| Indy Regency Racing     | March Engineering | Buick | G     | 21   | Inglaterra Calvin Fish |          |
| McNeil Motorsports      | March Engineering | Buick | G     | 76   | Sandy Brody            | Todas    |
| McNeil Motorsports      | March Engineering | Buick | G     | 88   | Elton Julian           |          |
| Cameron Motorspors      | March Engineering | Buick | G     | 32   | Bob Dorricott Jr       |          |
| Cameron Motorspors      | March Engineering | Buick | G     | 33   | Mario Domínguez        |          |
| Leyton House Racing     | March Engineering | Buick | G     | 35   | John Brumder           |          |
| Leyton House Racing     | March Engineering | Buick | G     | 36   | Jeff Ward              |          |
| DAMS                    | March Engineering | Buick | G     | 41   | Robert Amrén           |          |
| DAMS                    | March Engineering | Buick | G     | 42   | Scott Maxwell          |          |
| Bradley Motorsports     | March Engineering | Buick | G     | 62   | Fredrik Ekblom         |          |
| Bradley Motorsports     | March Engineering | Buick | G     | 99   | Mike Snow              |          |
| Miller Racing Team      | March Engineering | Buick | G     | 16   | Mark Ritchey           |          |
| Miller Racing Team      | March Engineering | Buick | G     | \|17 | Jack Miller            |          |
| Martin Racing           | March Engineering | Buick | G     | 16   | Adrian Fernández       | Todas    |
| Martin Racing           | March Engineering | Buick | G     | 17   | Rupert Keegan          |          |
| McCormack Racing        | March Engineering | Buick | G     | 16   | Billy Roe              |          |
| McCormack Racing        | March Engineering | Buick | G     | 17   | Alex Padilla           |          |
| TransAtlantic Racing    | March Engineering | Buick | G     | 16   | Scott Schubot          |          |
| TransAtlantic Racing    | March Engineering | Buick | G     | 17   | Enrique Contreras      |          |
| 3D Motorsports          | March Engineering | Buick | G     | 16   | Rick Hill              |          |
| 3D Motorsports          | March Engineering | Buick | G     | 17   | Eddie Lawson           |          |
| P.I.G. Racing           | March Engineering | Buick | G     | 16   | Tommy Byrne            |          |
| P.I.G. Racing           | March Engineering | Buick | G     | 17   | George Sutcliffe       |          |
| P.I.G. Racing           | March Engineering | Buick | G     | X    | Vince Neil             |          |

## Calendário
| #  | Data           | Grande Prêmio       | Circuito                                 | Local                         |
| -- | -------------- | ------------------- | ---------------------------------------- | ----------------------------- |
| 1  | 5 de Abril     | GP de Phoenix       | O Phoenix International Raceway          | Phoenix, Arizona              |
| 2  | 12 de Abril    | GP de Long Beach    | R Ruas de Long Beach                     | Long Beach, Califórnia        |
| 3  | 7 de Junho     | GP de Detroit       | R Renaissance Center                     | Detroit, Michigan             |
| 4  | 21 de Junho    | GP de Portland      | R Portland International Raceway         | Portland, Oregon              |
| 5  | 28 de Junho    | GP de Milwaukee     | O Milwaukee Mile                         | Milwaukee, Wisconsin          |
| 6  | 5 de Julho     | GP de New Hampshire | O New Hampshire Motor Speedway           | Loudon, Nova Hampshire        |
| 7  | 19 de Julho    | GP de Toronto       | R Circuito de Rua de Toronto             | Toronto, Ontário              |
| 8  | 9 de Agosto    | GP de Cleveland     | R Aeroporto de Cleveland Burke Lakefront | Cleveland, Ohio               |
| 9  | 30 de Agosto   | GP de Vancouver     | R Ruas de Vancouver                      | Vancouver, Colúmbia Britânica |
| 10 | 13 de Setembro | GP de Mid-Ohio      | R Mid-Ohio Sports Car Course             | Lexington, Ohio               |
| 11 | 4 de Outubro   | GP de Nazareth      | O Nazareth Speedway                      | Nazareth, Pensilvânia         |
| 12 | 18 de Outubro  | GP de Laguna Seca   | R Laguna Seca Raceway                    | Monterey, Califórnia          |

## Resultados
| #  | Grande Prêmio       | Pole position    | Volta mais rápidas | Vencedores       | Vencedores             | Info   |
| #  | Grande Prêmio       | Pole position    | Volta mais rápidas | Piloto           | Equipe                 | Info   |
| -- | ------------------- | ---------------- | ------------------ | ---------------- | ---------------------- | ------ |
| 1  | GP de Phoenix       | Franck Fréon     | Adrian Fernández   | Adrian Fernández | Martin Racing          | [ 2 ]  |
| 2  | GP de Long Beach    | Franck Fréon     | Franck Fréon       | Franck Fréon     | Leading Edge Motorspor | [ 3 ]  |
| 3  | GP de Detroit       | Adrian Fernández | Robbie Buhl        | Adrian Fernández | Martin Racing          | [ 4 ]  |
| 4  | GP de Portland      | Franck Fréon     | Tommy Byrne        | Franck Fréon     | Leading Edge Motorspor | [ 5 ]  |
| 5  | GP de Milwaukee     | Adrian Fernández | Adrian Fernández   | Adrian Fernández | Martin Racing          | [ 5 ]  |
| 6  | GP de New Hampshire | Adrian Fernández | Marco Greco        | Adrian Fernández | Martin Racing          | [ 6 ]  |
| 7  | GP de Toronto       | Mark Smith       | Bryan Herta        | Bryan Herta      | Leading Edge Motorspor | [ 7 ]  |
| 8  | GP de Cleveland     | Robbie Buhl      | John Brumder       | Franck Fréon     | Leading Edge Motorspor | [ 8 ]  |
| 9  | GP de Vancouver     | Robbie Buhl      | Sandy Brody        | Mark Smith       | Evergreen Racing       | [ 9 ]  |
| 10 | GP de Mid-Ohio      | Franck Fréon     | Robbie Groff       | Robbie Groff     | Groff Motorsports      | [ 10 ] |
| 11 | GP de Nazareth      | Robbie Buhl      | Franck Fréon       | Robbie Buhl      | Landford Racing        | [ 11 ] |
| 12 | GP de Laguna Seca   | Robbie Groff     | Robbie Groff       | Robbie Groff     | Groff Motorsports      | [ 12 ] |

## Classificação Final

### Resultado após doze etapas
Para cada corrida os pontos foram premiados: 20 pontos para o vencedor, 16 para o vice-campeão, 14 para o terceiro lugar, 12 para o quarto lugar, 10 para o quinto lugar, 8 para o sexto lugar, 6 sétimo, diminuindo para 1 ponto 12º lugar. Pontos adicionais foram concedidos ao vencedor da pole (1 ponto) e ao piloto que liderou a maioria das voltas (1 ponto).
| #  | Piloto            | STP | PHX | LBH | ALA | IGP | TEX | ROA | IOW | TOR | MDO | POC | GAT | Pts |
| -- | ----------------- | --- | --- | --- | --- | --- | --- | --- | --- | --- | --- | --- | --- | --- |
| 1  | Robbie Buhl       | 3   | 3   | 2   | 2   | 3   | 3   | 2   | 3   | 2   | 3   | 1   | 4   | 186 |
| 2  | Franck Fréon      | 11  | 1   | 5   | 1   | 4   | 2   | RET | 1   | 4   | 6   | 2   | 3   | 159 |
| 3  | Adrian Fernández  | 1   | RET | 1   | 6   | 1   | 1   | 6   | 10  | 9   | 5   | 10  | 5   | 134 |
| 4  | Robbie Groff      | 2   | 2   | RET | 4   | 2   | RET | 5   |     | 10  | 1   | 4   | 1   | 128 |
| 5  | Bryan Herta       | RET | RET | 7   | 7   | 6   | 4   | 1   | 2   | 5   | 4   | 3   | 2   | 120 |
| 6  | Sandy Brody       | 8   | 5   | 8   | 5   | 9   | 7   | 4   | 5   | 3   | 8   | 9   | 14  | 85  |
| 7  | Mark Smith        | 7   | RET | 3   | RET | 5   | RET | RET | RET | 1   | 7   | 5   | RET | 74  |
| 8  | Marco Greco       | 4   | 4   | 6   | RET | 8   | 6   | 3   | 9   |     | 10  | 6   | RET | 74  |
| 9  | Dave Kudrave      | 5   | RET | 9   | 9   | 7   | 5   | 7   | RET | 7   | RET | 8   | RET | 49  |
| 10 | Tommy Byrne       |     | 6   | 4   | 3   | RET |     |     |     | RET |     |     |     | 44  |
| 11 | Fredrik Ekblom    |     |     |     |     |     |     |     |     |     | 2   |     | 6   | 24  |
| 12 | George Sutcliffe  |     |     | 11  | RET | 12  | 9   | 9   | 8   | 13  |     |     | 13  | 17  |
| 13 | Mike Snow         | 15  |     |     | 11  | RET |     |     | 4   | 11  | RET |     | RET | 16  |
| 14 | Mark Ritchey      |     | 9   | 13  | 13  | 12  |     | 8   | RET | 12  | 9   |     | RET | 16  |
| 15 | Bruce Feldman     | 9   | RET | 10  |     |     | 8   |     |     |     |     |     |     | 12  |
| 16 | Bob Dorricott Jr  | 10  | 8   |     | 10  |     |     |     |     | RET |     |     | 12  | 12  |
| 17 | Bob Reid          |     |     | 12  |     |     |     | RET | 6   |     | 11  |     |     | 11  |
| 18 | Philippe Favre    |     |     |     |     |     |     |     |     |     | RET | 7   | 8   | 11  |
| 19 | Elton Julian      |     |     |     |     |     |     |     |     | 6   |     |     |     | 8   |
| 20 | Rick Hill         |     | 7   |     |     |     |     |     |     |     |     |     | 11  | 8   |
| 21 | John Brumder      |     |     |     |     |     |     |     | 7   |     |     |     |     | 6   |
| 22 | Jeff Ward         |     |     |     |     |     |     |     |     |     |     |     | 7   | 6   |
| 23 | Vince Neil        | 12  | RET |     | 12  | 10  |     |     |     |     |     |     |     | 5   |
| 24 | Scott Wood        | 14  | 10  |     | RET |     |     | RET | DNS |     |     |     |     | 5   |
| 25 | Alex Padilla      |     |     |     | 8   |     |     |     |     |     |     |     |     | 5   |
| 26 | Scott Maxwell     |     |     |     |     |     |     |     |     | 8   |     |     |     | 5   |
| 27 | Billy Roe         |     |     |     |     |     | 10  |     |     |     |     | 11  |     | 5   |
| 28 | Robert Amrén      |     |     |     |     |     |     |     |     |     |     |     | 9   | 4   |
| 29 | Scott Schubot     |     |     |     |     |     |     |     |     |     | 12  |     | 10  | 4   |
| 30 | Jack Miller       |     |     |     |     |     |     |     | 11  |     | 13  |     |     | 2   |
| 31 | Rupert Keegan     | 13  | RET |     |     |     |     | RET |     |     |     |     |     | 0   |
| 32 | Kat Teasdale      |     |     |     |     |     |     | RET |     | RET |     |     |     | 0   |
| 33 | Hervé Regout      |     |     | RET |     |     |     |     |     |     |     |     |     | 0   |
| 34 | Calvin Fish       |     |     |     |     |     |     |     |     |     | 14  |     |     | 0   |
| 35 | Enrique Contreras |     |     |     |     |     |     |     |     |     | RET |     |     | 0   |
| 36 | Mario Domínguez   |     |     |     |     |     |     |     |     |     |     | RET | RET | 0   |
| 37 | Eddie Lawson      |     |     |     |     |     |     |     |     |     |     |     | RET | 0   |
| #  | Piloto            | STP | PHX | LBH | ALA | IMS | TEX | ROA | IOW | TOR | MDO | POC | GAT | Pts |

| #  | Piloto            | STP | PHX | LBH | ALA | IGP | TEX | ROA | IOW | TOR | MDO | POC | GAT | Pts |
| -- | ----------------- | --- | --- | --- | --- | --- | --- | --- | --- | --- | --- | --- | --- | --- |
| 1  | Robbie Buhl       | 3   | 3   | 2   | 2   | 3   | 3   | 2   | 3   | 2   | 3   | 1   | 4   | 186 |
| 2  | Franck Fréon      | 11  | 1   | 5   | 1   | 4   | 2   | RET | 1   | 4   | 6   | 2   | 3   | 159 |
| 3  | Adrian Fernández  | 1   | RET | 1   | 6   | 1   | 1   | 6   | 10  | 9   | 5   | 10  | 5   | 134 |
| 4  | Robbie Groff      | 2   | 2   | RET | 4   | 2   | RET | 5   |     | 10  | 1   | 4   | 1   | 128 |
| 5  | Bryan Herta       | RET | RET | 7   | 7   | 6   | 4   | 1   | 2   | 5   | 4   | 3   | 2   | 120 |
| 6  | Sandy Brody       | 8   | 5   | 8   | 5   | 9   | 7   | 4   | 5   | 3   | 8   | 9   | 14  | 85  |
| 7  | Mark Smith        | 7   | RET | 3   | RET | 5   | RET | RET | RET | 1   | 7   | 5   | RET | 74  |
| 8  | Marco Greco       | 4   | 4   | 6   | RET | 8   | 6   | 3   | 9   |     | 10  | 6   | RET | 74  |
| 9  | Dave Kudrave      | 5   | RET | 9   | 9   | 7   | 5   | 7   | RET | 7   | RET | 8   | RET | 49  |
| 10 | Tommy Byrne       |     | 6   | 4   | 3   | RET |     |     |     | RET |     |     |     | 44  |
| 11 | Fredrik Ekblom    |     |     |     |     |     |     |     |     |     | 2   |     | 6   | 24  |
| 12 | George Sutcliffe  |     |     | 11  | RET | 12  | 9   | 9   | 8   | 13  |     |     | 13  | 17  |
| 13 | Mike Snow         | 15  |     |     | 11  | RET |     |     | 4   | 11  | RET |     | RET | 16  |
| 14 | Mark Ritchey      |     | 9   | 13  | 13  | 12  |     | 8   | RET | 12  | 9   |     | RET | 16  |
| 15 | Bruce Feldman     | 9   | RET | 10  |     |     | 8   |     |     |     |     |     |     | 12  |
| 16 | Bob Dorricott Jr  | 10  | 8   |     | 10  |     |     |     |     | RET |     |     | 12  | 12  |
| 17 | Bob Reid          |     |     | 12  |     |     |     | RET | 6   |     | 11  |     |     | 11  |
| 18 | Philippe Favre    |     |     |     |     |     |     |     |     |     | RET | 7   | 8   | 11  |
| 19 | Elton Julian      |     |     |     |     |     |     |     |     | 6   |     |     |     | 8   |
| 20 | Rick Hill         |     | 7   |     |     |     |     |     |     |     |     |     | 11  | 8   |
| 21 | John Brumder      |     |     |     |     |     |     |     | 7   |     |     |     |     | 6   |
| 22 | Jeff Ward         |     |     |     |     |     |     |     |     |     |     |     | 7   | 6   |
| 23 | Vince Neil        | 12  | RET |     | 12  | 10  |     |     |     |     |     |     |     | 5   |
| 24 | Scott Wood        | 14  | 10  |     | RET |     |     | RET | DNS |     |     |     |     | 5   |
| 25 | Alex Padilla      |     |     |     | 8   |     |     |     |     |     |     |     |     | 5   |
| 26 | Scott Maxwell     |     |     |     |     |     |     |     |     | 8   |     |     |     | 5   |
| 27 | Billy Roe         |     |     |     |     |     | 10  |     |     |     |     | 11  |     | 5   |
| 28 | Robert Amrén      |     |     |     |     |     |     |     |     |     |     |     | 9   | 4   |
| 29 | Scott Schubot     |     |     |     |     |     |     |     |     |     | 12  |     | 10  | 4   |
| 30 | Jack Miller       |     |     |     |     |     |     |     | 11  |     | 13  |     |     | 2   |
| 31 | Rupert Keegan     | 13  | RET |     |     |     |     | RET |     |     |     |     |     | 0   |
| 32 | Kat Teasdale      |     |     |     |     |     |     | RET |     | RET |     |     |     | 0   |
| 33 | Hervé Regout      |     |     | RET |     |     |     |     |     |     |     |     |     | 0   |
| 34 | Calvin Fish       |     |     |     |     |     |     |     |     |     | 14  |     |     | 0   |
| 35 | Enrique Contreras |     |     |     |     |     |     |     |     |     | RET |     |     | 0   |
| 36 | Mario Domínguez   |     |     |     |     |     |     |     |     |     |     | RET | RET | 0   |
| 37 | Eddie Lawson      |     |     |     |     |     |     |     |     |     |     |     | RET | 0   |
| #  | Piloto            | STP | PHX | LBH | ALA | IMS | TEX | ROA | IOW | TOR | MDO | POC | GAT | Pts |

| Cor             | Resultado                            |
| --------------- | ------------------------------------ |
| Ouro            | Vencedor                             |
| Prata           | 2º lugar                             |
| Bronze          | 3º lugar                             |
| Verde           | 4º e 5º lugares                      |
| Azul claro      | 6º–10º lugares                       |
| Azul escuro     | Completou a corrida (fora do Top 10) |
| Roxo            | Não completou a corrida              |
| Vermelho        | Não se classificou (NQ)              |
| Marrom          | Retirou-se da corrida (Wth)          |
| Preto           | Desclassificado (DSQ)                |
| Vermelho escuro | Não largou (DNS)                     |
| Vermelho escuro | Abandonou a corrida (C)              |
| Vazio           | Não participou                       |